# 韋克斯勒兒童智力量表
韋克斯勒兒童智力量表（英語：Wechsler Intelligence Scale for Children），簡稱韋氏兒童智力量表，是一個源自美國的智力量表，用以量度6至16歲兒童的智力。量表有兩類型問題，分別為「語文」及「非語文」兩部份。